# BMW Challenge 1978
BMW Challenge 1978 - жіночий тенісний турнір, що проходив на закритих кортах з килимовим покриттям Брайтонського центру в Брайтоні (Англія). Належав до категорії AA в рамках Colgate Series 1978. Турнір відбувся вперше і тривав з 16 жовтня до 22 жовтня 1978 року. П'ята сіяна Вірджинія Рузічі здобула титул в одиночному розряді й отримала за це 14 тис. доларів США.

## Фінальна частина

### Одиночний розряд
Вірджинія Рузічі —  Бетті Стов 5–7, 6–2, 7–5
- Для Рузічі це був 3-й титул за сезон і 5-й — за кар'єру.

### Парний розряд
Бетті Стов /  Вірджинія Вейд —   Ілана Клосс /  Джоанн Расселл 6–0, 7–6

## Розподіл призових грошей
| Дисципліна       | П       | F      | ПФ     | ЧФ     | 1/8    | 1/16 |
| Одиночний розряд | $14,000 | $7,100 | $3,500 | $1,850 | $1,000 | $550 |

## Нотатки
1. ↑  Турніри з призовими для жінок принаймні 75 тис. доларів.[1]